# Варна (аеропорт)
Аеропорт Варна (болг. Летище Варна)(IATA: VAR, ICAO: LBWN) — аеропорт Варни, історичної морської столиці Болгарії. Аеропорт Варна є третім за величиною аеропортом Болгарії, найбільше завантажений влітку. Розташований за 10 км від центру Варни, біля міста Аксаково. Аеропорт обслуговує Варну і північно-східну Болгарію.
Є хабом для авіаліній:
- Air VIA
- BH Air
- Bulgaria Air
- Bulgarian Air Charter
- Wizz Air

## Термінали
Аеропорт має три термінали: термінал 1, побудований в 1972 (закритий), термінал 3 (відкритий в червні 2007 року), який використовується влітку і новий термінал 2, відкритий в серпні 2013 року.

### Термінал 1
Термінал 1, на кінець 2010-х, закритий. Зона вильоту мала 21 стійок реєстрації та шість контрольно-пропускних пунктів.

### Термінал 2
Термінал 2 було відкрито 18 серпня 2013 р. T2 має ємність 1800000 пасажирів/рік і 25 стійок реєстрації. Має площу 18.000 м². Будівля T2 спроєктована так що її пасажирообіг може бути збільшено.

## Наземний транспорт
Автобусний маршрут 409 з'єднує аеропорт з центром міста Варна та низкою курортів (маршрут: Варна - Молл Варна - Автовокзал Варна/Гранд Молл - Центр міста - Святі Костянтин і Олена - Золоті піски)

## Авіалінії та напрямки

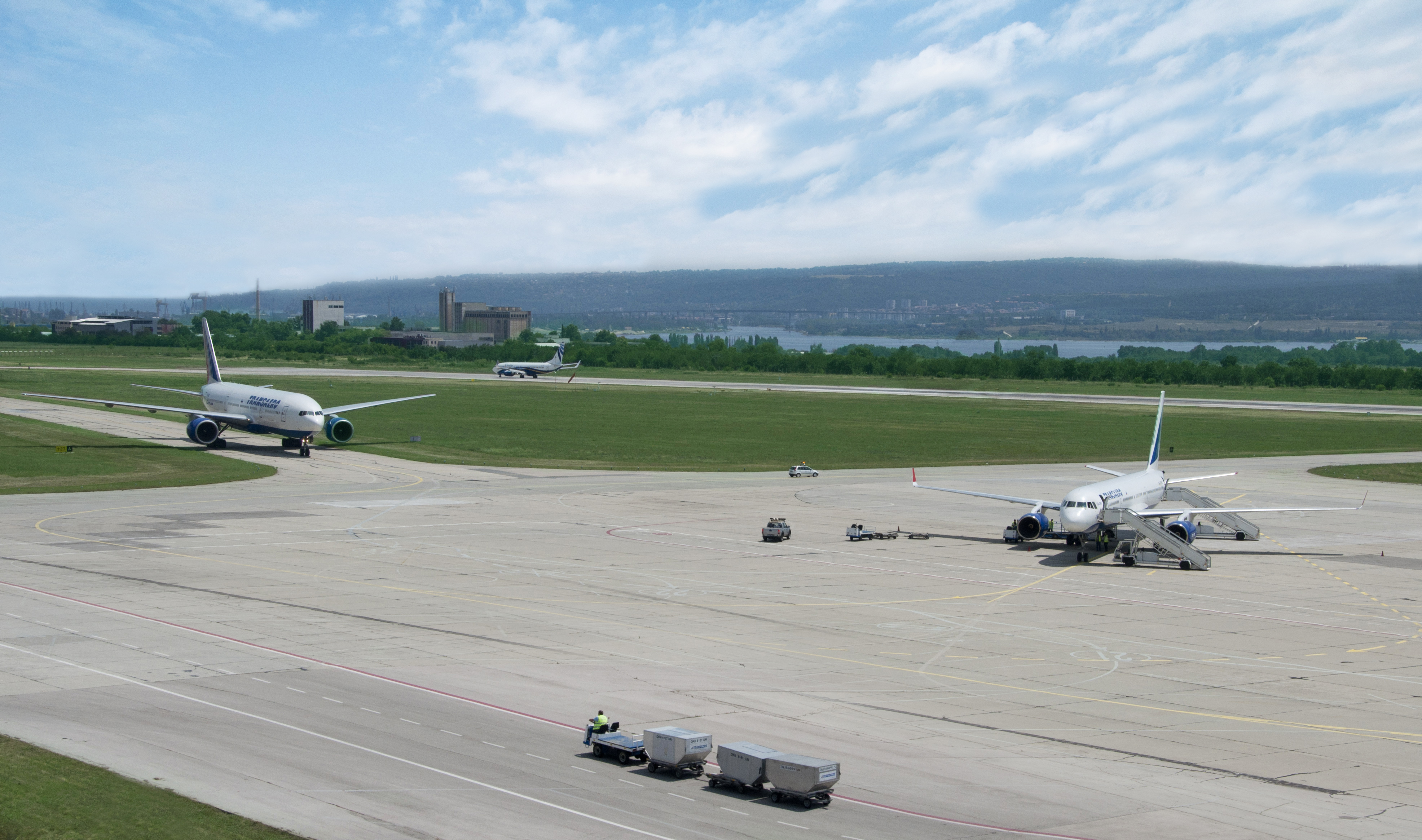
Перон

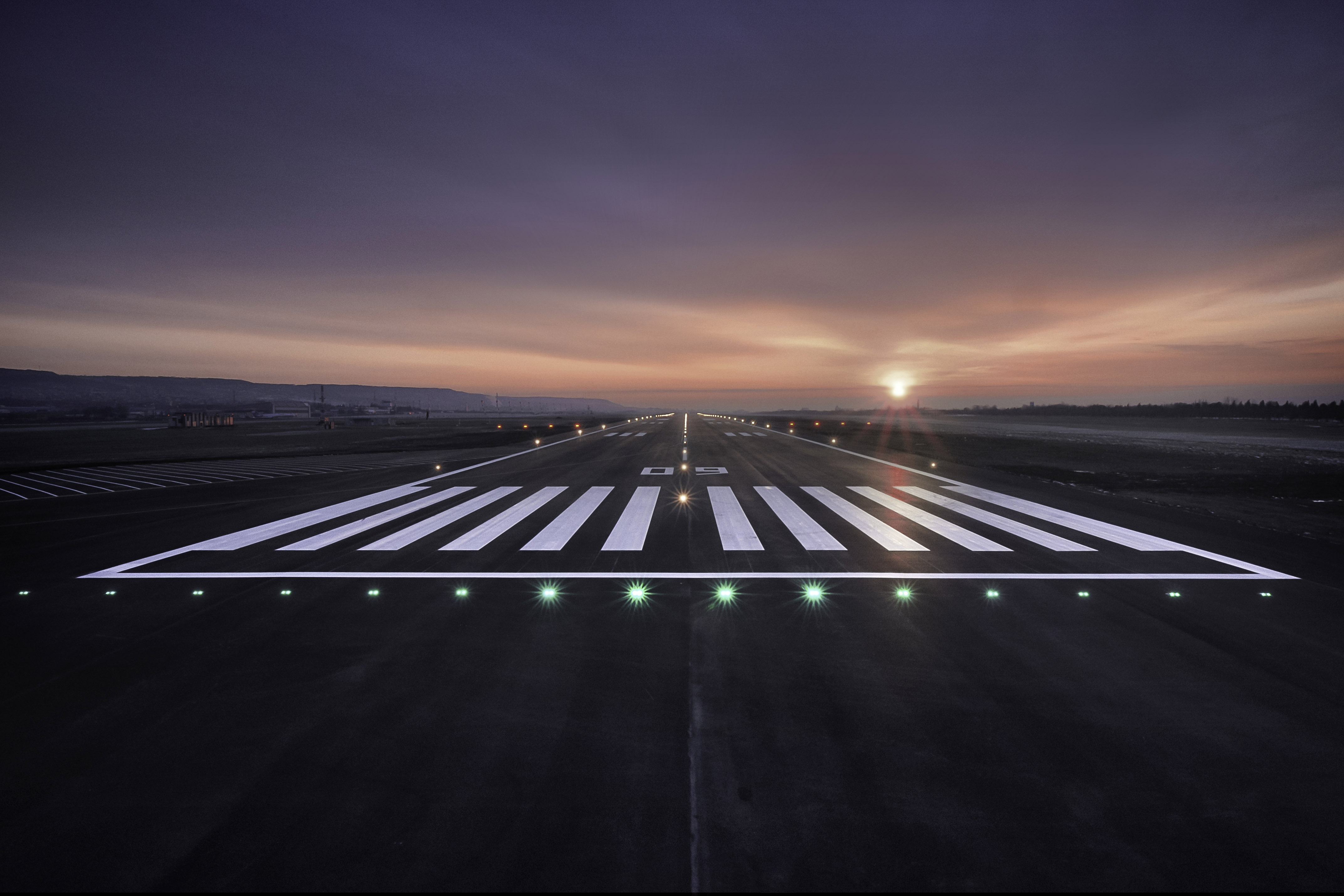
Злітно-посадкова смуга

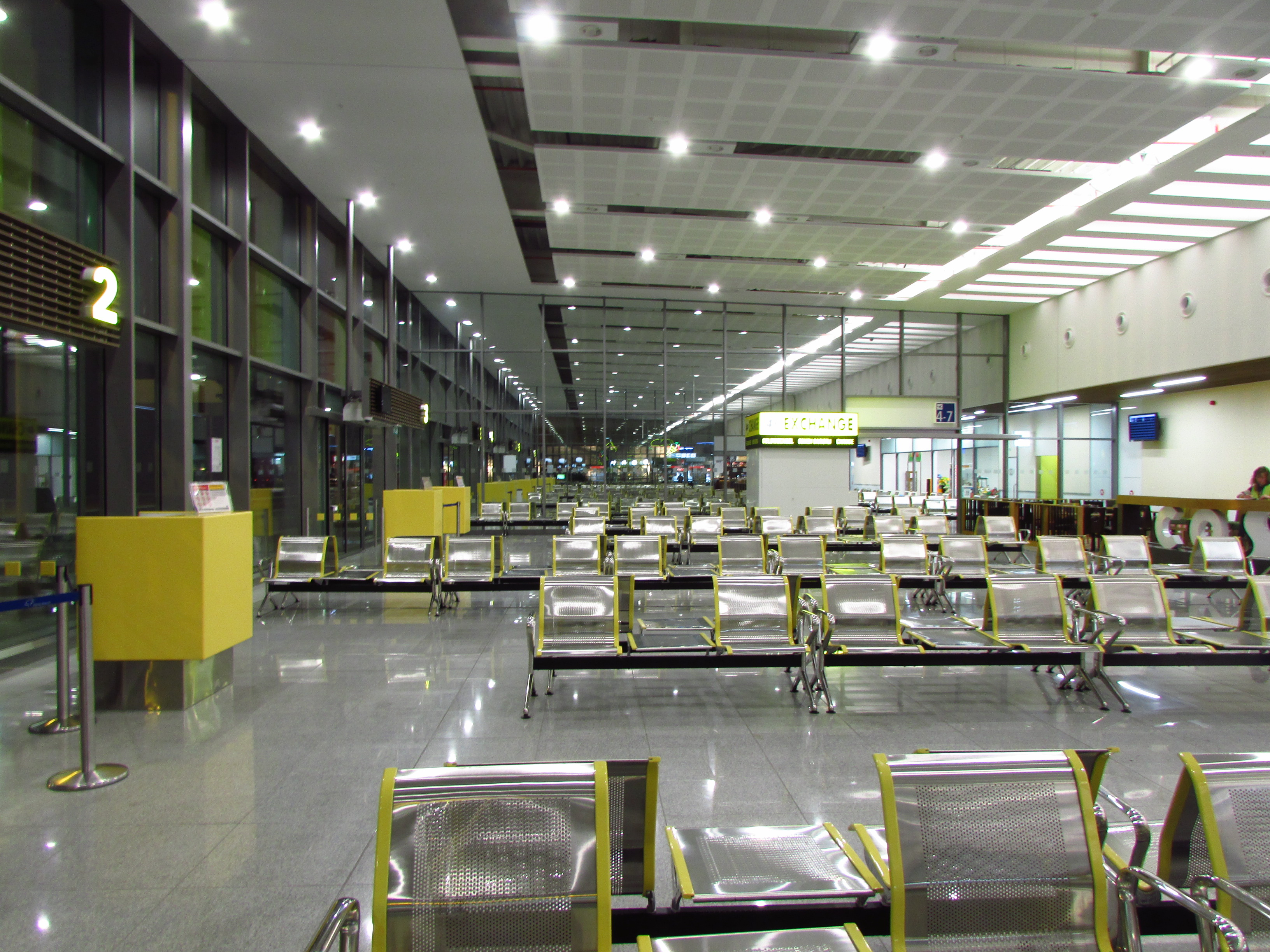
Термінал 2

| Авіакомпанія                     | Пункт призначення |
| -------------------------------- | --- |
| Austrian Airlines                | Відень |
| BRA                              | Сезонний чартер: Ольборг, Біллунн, Оденсе |
| Brussels Airlines                | Сезонний: Брюссель |
| Bul Air                          | Сезонний чартер: Кувейт , Тегеран-Імам Хомейні, Тель-Авів-Бен-Гуріон |
| Bulgaria Air                     | Софія, Сезонний чартер: Братислава, Копенгаген, Іракліон, Катовиці, Кошице, Нант, Париж-Шарль де Голль, Рієка, Тель-Авів-Бен-Гуріон, Варшава-Шопен, Вроцлав , Єреван |
| Bulgarian Air Charter            | Сезонний чартер: Бейрут, Берлін-Шенефельд, Берлін-Тегель, Катанія, Кельн/Бонн, Дрезден, Дюссельдорф, Ерфурт–Веймар, Франкфурт, Гамбург, Ганновер, Катовиці, Лейпциг/Галле, Мюнхен, Мюнстер/Оснабрюк, Нюрнберг, Падерборн/Ліппштадт, Штутгарт, Тель-Авів-Бен-Гуріон, Відень, Варшава-Шопен |
| Condor                           | Сезонний: Дюссельдорф, Франкфурт, Ганновер, Лейпциг/Галле |
| easyJet                          | Сезонний: Берлін-Шенефельд, Лондон-Гатвік |
| Enter Air                        | Сезонний чартер: Гданськ, Катовиці, Познань, Варшава-Шопен, Вроцлав |
| Edelweiss Air                    | Сезонний: Цюрих |
| Eurowings                        | Сезонний: Кельн/Бонн, Дюссельдорф Сезонний чартер: Штутгарт |
| Finnair                          | Сезонний: Гельсінкі |
| Lufthansa                        | Сезонний чартер: Мюнхен |
| Luxair                           | Сезонний: Люксембург |
| Norwegian Air Shuttle            | Сезонний: Копенгаген, Гельсінкі, Осло-Гардермуен |
| RyanAir                          | Сезонний: Краків, Відень |
| SmartLynx Airlines               | Сезонний чартер: Рига |
| Smartlynx Airlines Estonia       | Сезонний чартер: Таллінн |
| SmartWings                       | Сезонний: Брно, Ліон, Нант, Острава, Париж-Шарль де Голль, Прага Сезонний чартер: Лілль, Тель-Авів-Бен-Гуріон |
| Smartwings Poland                | Сезонний чартер: Катовиці, Вроцлав |
| SunExpress Deutschland           | Сезонний: Кельн/Бонн, Дюссельдорф, Франкфурт, Гамбург, Ганновер, Лейпциг/Галле, Мюнхен, Штутгарт |
| Thomas Cook Airlines             | Сезонний: Манчестер |
| Thomas Cook Airlines Scandinavia | Сезонний чартер: Берген, Буде, Копенгаген, Гетеборг, Нарвік, Гельсінкі, Осло-Гардермуен, Ставангер, Стокгольм-Арланда, Тронгейм |
| Transavia                        | Сезонний чартер: Амстердам |
| TUI Airways                      | Сезонний: Лондон-Гатвік, Манчестер |
| TUI fly Belgium                  | Сезонний: Брюссель, Остенде-Брюгге Сезонний чартер: Лілль, Нант, Париж–Шарль де Голль |
| TUI fly Netherlands              | Сезонний: Амстердам |
| Turkish Airlines                 | Стамбул-Аеропорт |
| Wings of Lebanon                 | Сезонний чартер: Бейрут |
| Wizz Air                         | Париж-Бове, Берлін-Шенефельд, Кельн/Бонн, Копенгаген, Дортмунд, Ейндговен, Гамбург, Ларнака, Ліверпуль, Лондон-Лутон, Меммінген, Відень Сезонний: Бергамо, Тель-Авів-Бен-Гуріон |